# Forsterella faceta
Forsterella faceta là một loài nhện trong họ Zodariidae. Chúng được Rudy Jocqué miêu tả năm 1991, thường xuất hiện ở New Zealand..

## Hình ảnh

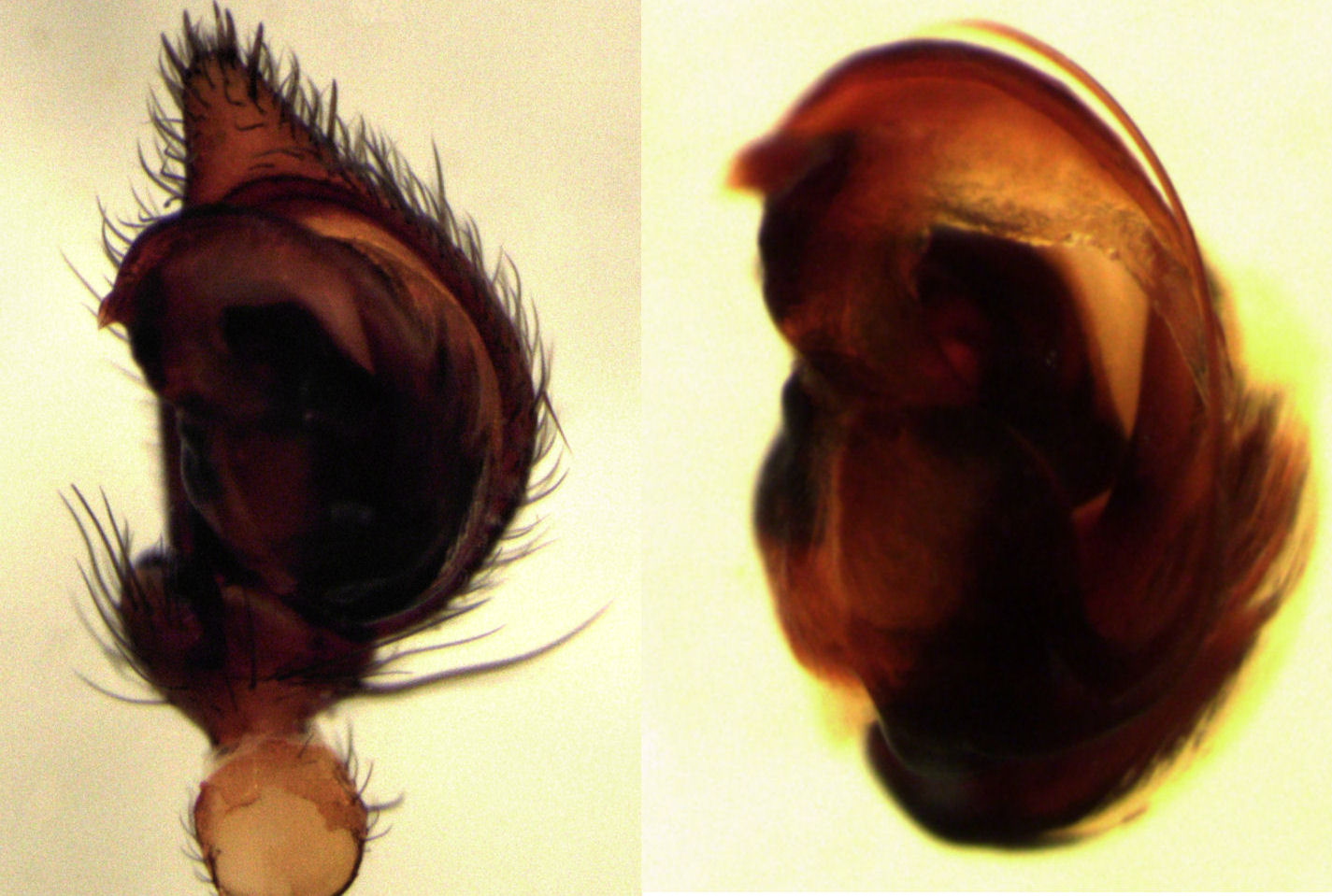